# Mikael Granlund
Mikael Granlund (né le 26 février 1992 à Oulu en Finlande) est un joueur professionnel finlandais de hockey sur glace. Il est le frère de Markus Granlund.

## Biographie

### Carrière de joueur

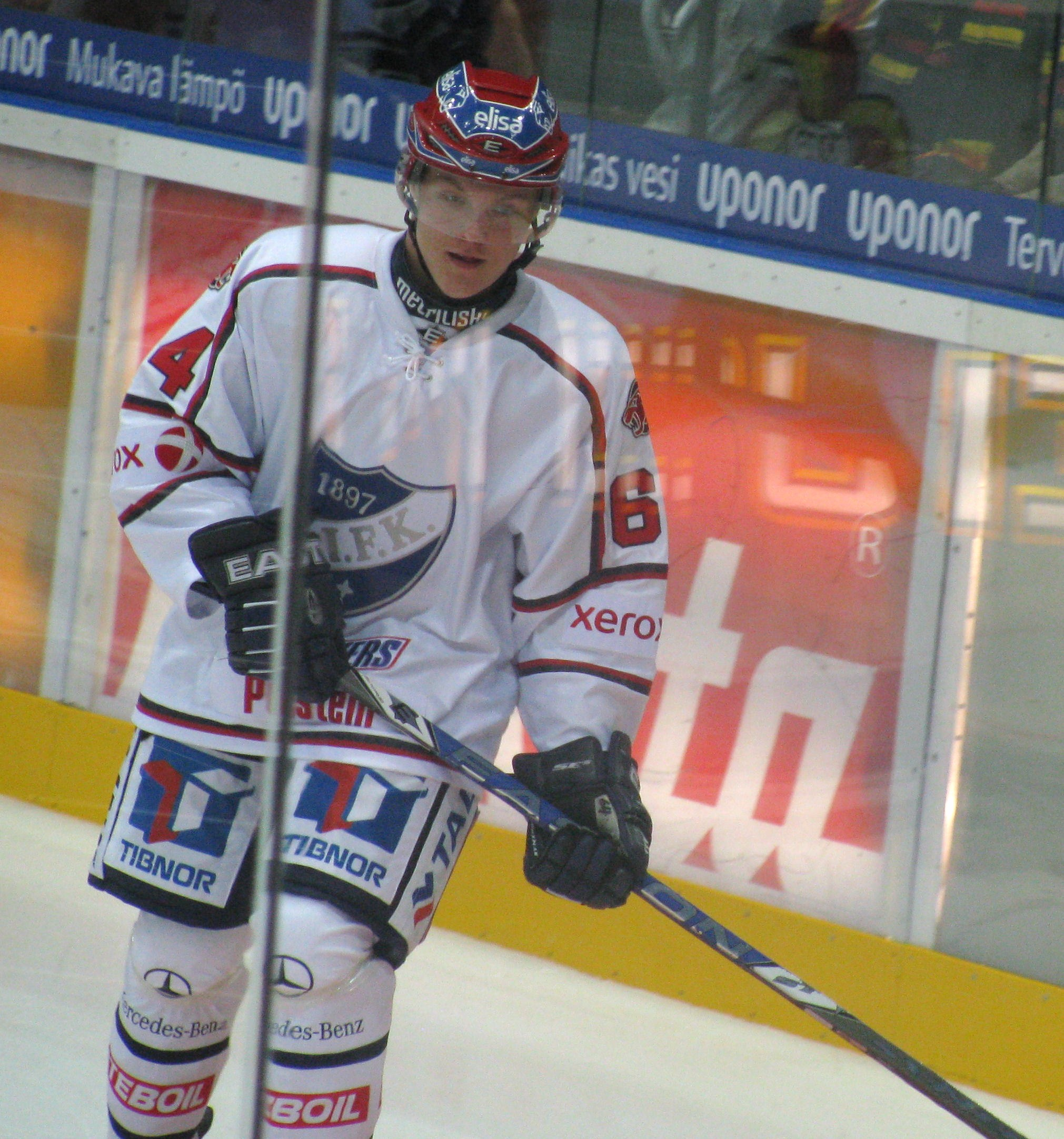
Mikael Grandlund

Granlund commence sa carrière en jouant dans le club de la ville de Kempele à l'âge de 5 ans. Il fait ses débuts dans la SM-liiga le 26 février 2009, le jour de son dix-septième anniversaire.
En 2008, il débute en SM-liiga  avec le Kärpät Oulu. Au cours du repêchage d'entrée dans la KHL 2009, il est sélectionné en 2e ronde, en 41e position par le Dinamo Minsk. Il signe au HIFK en 2009. Lors du repêchage d'entrée dans la LNH 2010, il est choisi au premier tour, à la 9e place au total par le Wild du Minnesota.
Il part en Amérique du Nord en 2012 et est assigné aux Aeros de Houston dans la Ligue américaine de hockey. Le 19 janvier 2013, il joue son premier match dans la Ligue nationale de hockey avec le Wild face à l'Avalanche du Colorado. Il marque alors son premier but dans la ligue.
Le 25 février 2019, il est échangé aux Predators de Nashville en retour de l'attaquant Kevin Fiala.
Le 1er mars 2023, Granlund prend la route de Pittsburgh dans un échange qui rapporte un choix de 2e tour en 2023 aux Predators. Il ne joue que 21 matchs dans l'uniforme des Penguins avant d'être échangé à nouveau aux Sharks de San José le 6 août 2023 dans une transaction monstre à trois équipes impliquant les Canadiens de Montréal.

### Carrière internationale
Il représente la Finlande au niveau international. Il a participé aux sélections jeunes. Il joue son premier match senior le 29 avril 2010 contre la Russie lors d'un match des LG Hockey Games, tournoi faisant partie de l'Euro Hockey Tour. Il inscrit à cette occasion le tir au but de la victoire 5-4. Il déclare forfait pour le championnat du monde junior 2011 en raison d'une commotion cérébrale. Le 13 mai 2011, il marque un but spectaculaire face à la Russie et son gardien Konstantin Barouline en demi-finale du championnat du monde. Son équipe accède ainsi à la finale du championnat contre la Suède. La Finlande gagne cette finale 6 buts à 1.

## Statistiques

### En club
| Saison     | Équipe                 | Ligue      |                   | Saison régulière  | Saison régulière  | Saison régulière  | Saison régulière  | Saison régulière |    | Séries éliminatoires | Séries éliminatoires | Séries éliminatoires | Séries éliminatoires | Séries éliminatoires |
| Saison     | Équipe                 | Ligue      | PJ                | B                 | A                 | Pts               | Pun               | PJ               | B  | A                    | Pts                  | Pun                  |                      |                      |
| 2008-2009  | Kärpät Oulu            | SM-liiga   | 2                 | 0                 | 0                 | 0                 | 0                 |                  |    |                      |                      |                      |                      |                      |
| 2008-2009  | Finlande Junior        | Mestis     | 6                 | 4                 | 3                 | 7                 | 0                 |                  |    |                      |                      |                      |                      |                      |
| 2009-2010  | HIFK                   | SM-Liiga   | 43                | 13                | 27                | 40                | 2                 | 6                | 1  | 5                    | 6                    | 0                    |                      |                      |
| 2010-2011  | HIFK                   | SM-Liiga   | 39                | 8                 | 28                | 36                | 14                | 15               | 5  | 11                   | 16                   | 4                    |                      |                      |
| 2011-2012  | HIFK                   | SM-Liiga   | 45                | 20                | 31                | 51                | 18                | 4                | 0  | 2                    | 2                    | 0                    |                      |                      |
| 2012-2013  | Aeros de Houston       | LAH        | 29                | 10                | 18                | 28                | 8                 | 5                | 1  | 1                    | 2                    | 4                    |                      |                      |
| 2012-2013  | Wild du Minnesota      | LNH        | 27                | 2                 | 6                 | 8                 | 6                 | -                | -  | -                    | -                    | -                    |                      |                      |
| 2013-2014  | Wild du Minnesota      | LNH        | 63                | 8                 | 33                | 41                | 22                | 13               | 4  | 3                    | 7                    | 2                    |                      |                      |
| 2014-2015  | Wild du Minnesota      | LNH        | 68                | 8                 | 31                | 39                | 20                | 10               | 2  | 4                    | 6                    | 0                    |                      |                      |
| 2015-2016  | Wild du Minnesota      | LNH        | 82                | 13                | 31                | 44                | 20                | 6                | 1  | 2                    | 3                    | 0                    |                      |                      |
| 2016-2017  | Wild du Minnesota      | LNH        | 81                | 26                | 43                | 69                | 12                | 5                | 0  | 2                    | 2                    | 2                    |                      |                      |
| 2017-2018  | Wild du Minnesota      | LNH        | 77                | 21                | 46                | 67                | 18                | 5                | 1  | 2                    | 3                    | 0                    |                      |                      |
| 2018-2019  | Wild du Minnesota      | LNH        | 63                | 15                | 34                | 49                | 20                | -                | -  | -                    | -                    | -                    |                      |                      |
| 2018-2019  | Predators de Nashville | LNH        | 16                | 1                 | 4                 | 5                 | 4                 | 6                | 1  | 1                    | 2                    | 2                    |                      |                      |
| 2019-2020  | Predators de Nashville | LNH        | 63                | 17                | 13                | 30                | 28                | 4                | 0  | 1                    | 1                    | 2                    |                      |                      |
| 2020-2021  | Predators de Nashville | LNH        | 51                | 13                | 14                | 27                | 14                | 6                | 2  | 3                    | 5                    | 2                    |                      |                      |
| 2021-2022  | Predators de Nashville | LNH        | 80                | 11                | 53                | 64                | 33                | 4                | 0  | 3                    | 3                    | 0                    |                      |                      |
| 2022-2023  | Predators de Nashville | LNH        | 58                | 9                 | 27                | 36                | 12                | -                | -  | -                    | -                    | -                    |                      |                      |
| 2022-2023  | Penguins de Pittsburgh | LNH        | 21                | 1                 | 4                 | 5                 | 8                 | -                | -  | -                    | -                    | -                    |                      |                      |
| 2023-2024  | Sharks de San José     | LNH        | 69                | 12                | 48                | 60                | 32                | -                | -  | -                    | -                    | -                    |                      |                      |
| 2024-2025  | Sharks de San José     | LNH        | 52                | 15                | 30                | 45                | 20                | -                | -  | -                    | -                    | -                    |                      |                      |
| 2024-2025  | Stars de Dallas        | LNH        | Saison en cours ? | Saison en cours ? | Saison en cours ? | Saison en cours ? | Saison en cours ? | -                | -  | -                    | -                    | -                    |                      |                      |
| Totaux LNH | Totaux LNH             | Totaux LNH | 871               | 172               | 417               | 589               | 269               | 59               | 11 | 21                   | 32                   | 10                   |                      |                      |

### En équipe nationale
| Année | Équipe            | Compétition                          |    | PJ | B  | A  | Pts | Pun | +/-                  |  | Résultat |
| 2009  | Finlande - 18 ans | Championnat du monde moins de 18 ans | 6  | 2  | 11 | 13 | 0   | +9  | Médaille de bronze   |  |          |
| 2009  | Finlande - 20 ans | Championnat du monde junior          | 6  | 2  | 1  | 3  | 0   | -1  | Septième place       |  |          |
| 2010  | Finlande - 18 ans | Championnat du monde moins de 18 ans | 6  | 4  | 9  | 13 | 4   | 0   | Médaille de bronze   |  |          |
| 2010  | Finlande - 20 ans | Championnat du monde junior          | 6  | 1  | 6  | 7  | 4   | -4  | Cinquième de l'élite |  |          |
| 2011  | Finlande          | Championnat du monde                 | 9  | 2  | 7  | 9  | 2   | +3  | Médaille d'or        |  |          |
| 2012  | Finlande - 20 ans | Championnat du monde junior          | 7  | 2  | 9  | 11 | 0   | +4  | Quatrième place      |  |          |
| 2012  | Finlande          | Championnat du monde                 | 10 | 1  | 4  | 5  | 2   | -1  | Quatrième place      |  |          |
| 2013  | Finlande          | Championnat du monde                 | 4  | 1  | 2  | 3  | 0   | +1  | Quatrième place      |  |          |
| 2014  | Finlande          | Jeux olympiques                      | 6  | 3  | 4  | 7  | 4   | +3  | Médaille de bronze   |  |          |
| 2016  | Finlande          | Championnat du monde                 | 10 | 4  | 8  | 12 | 2   | +6  | Médaille d'argent    |  |          |
| 2017  | Finlande          | Championnat du monde                 | 3  | 0  | 0  | 0  | 0   | -4  | Quatrième place      |  |          |
| 2018  | Finlande          | Championnat du monde                 | 8  | 2  | 7  | 9  | 2   | +2  | Cinquième place      |  |          |
| 2022  | Finlande          | Championnat du monde                 | 9  | 5  | 6  | 11 | 2   | +2  | Médaille d'or        |  |          |
| 2024  | Finlande          | Championnat du monde                 | 7  | 0  | 5  | 5  | 27  | 0   | Huitième place       |  |          |
| 2025  | Finlande          | Confrontation des 4 nations          | 3  | 3  | 1  | 4  | 0   | -1  | Quatrième place      |  |          |

## Trophées et honneurs personnels
- Championnat du monde moins de 18 ans
  - 2009 : termine meilleur assistant.
  - 2010 : termine meilleur assistant.
- SM-liiga
  - 2010 : remporte le trophée Jarmo-Wasama.
  - 2010 : remporte le Trophée Raimo-Kilpiö.
- Championnat du monde junior
  - 2012 : nommé dans l'équipe type des médias.